# Jalkapallon suomenmestaruuskilpailut 1928
La Jalkapallon suomenmestaruuskilpailut 1928 fu la ventesima edizione del campionato finlandese di calcio. Fu giocato in un formato di coppa e vide la vittoria del TPS.

## Semifinali
|      | Risultati |       | Luogo e data |
| ---- | --------- | ----- | ------------ |
| HPS  | 3-4       | TPS   |              |
| HIFK | 4-1       | Sudet |              |
|      |           |       |              |

## Finale
|     | Risultati |      | Luogo e data |
| --- | --------- | ---- | ------------ |
| TPS | 1-1       | HIFK |              |
| TPS | 3-2       | HIFK |              |
|     |           |      |              |